# Weary Willie's Rags
Weary Willie's Rags è un cortometraggio muto del 1914 diretto da John A. Murphy (con il nome J.A. Murphy).

## Produzione
Il film fu prodotto dalla Lubin Manufacturing Company.

## Distribuzione
Distribuito dalla General Film Company, il film uscì nelle sale cinematografiche USA il 15 dicembre 1914.